# Villa Emo
La Villa Emo es una villa del siglo XVI proyectada por Andrea Palladio. Se encuentra en el municipio italiano de Vedelago, cerca de la villa de Fanzolo.
Fue diseñada por Andrea Palladio en 1559 para la familia Emo de Venecia y permaneció en manos de esta familia hasta que se vendió en 2004. Desde 1996, se ha conservado como parte del Patrimonio de la Humanidad declarado por la Unesco.

## Historia
El edificio de Villa Emo es la culminación de un duradero esfuerzo de la patricia familia Emo de la República de Venecia de desarrollar sus fincas en Fanzolo. En 1509, que vio la derrota de Venecia en la guerra de la Liga de Cambrai, la finca en la que la villa se iba a construir fue adquirida por Leonardo di Giovanni Emo a la familia Barbarigo.
El interés central de la familia Emo estuvo al principio en el cultivo de su nueva tierra. No fue hasta que pasaron dos generaciones que Leonardo di Alvise Emo encargó a Palladio construir una nueva villa en Fanzolo. Desafortunadamente no se tienen datos firmes del comienzo del nuevo edificio; los años 1555 o 1558 se han propuesto. El dato de la finalización está señalado en 1565; un documento que afirma el matrimonio de Leonardo di Alvisa con Cornelia Grimani de ese año ha llegado hasta nuestros días.

## Detalles arquitectónicos
Es una de las villas palladianas más completas, mostrando el beneficio de 20 años de experiencia de Palladio en la arquitectura doméstica. Ha sido alabada por las simples relaciones matemáticas expresadas en sus proporciones, tanto en la altura como en las dimensiones de las habitaciones. En 1570, Palladio publicó un plano de la villa en su tratado I Quattro Libri dell'Architettura. A diferencia de otros planos que incluyó en esta obra, el de la Villa Emo se corresponde casi con exactitud a lo que se construyó.

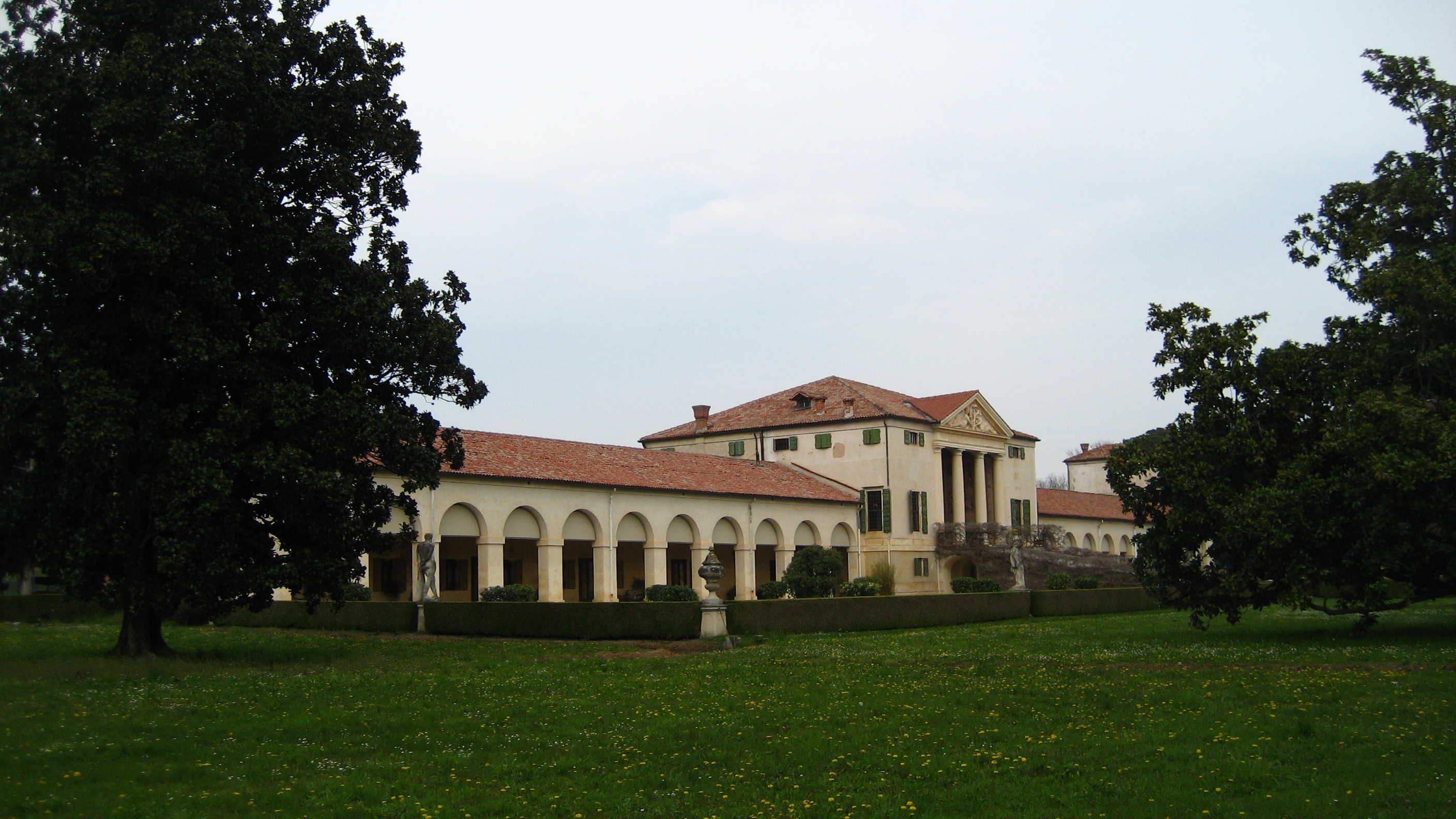
Villa Emo.

La casa está enmarcada por dos alas con columnas que en origen albergaban actividades agrícolas, pues esta era una villa de trabajo como la Villa Badoer y una serie de otros diseños de Palladio. Andrea Palladio enfatiza la utilidad del diseño en su tratado. Señala que los almacenes de grano y las áreas de trabajo pueden alcanzarse a cubierta, lo que era particularmente importante. También, era necesario para el tamaño de la Villa Emo corresponderse a los beneficios obtenidos por la buena gestión. Estos ingresos debían de hecho haber sido considerables, pues las alas laterales del edificio son inusualmente largas, un símbolo visible de prosperidad. La familia Emo introdujo el cultivo del maíz en su finca (y la planta, aún nueva en Europa, está representada en uno de los frescos de Zelotti). En contraste con el tradicional cultivo de mijo, del maíz se podían obtener beneficios considerablemente más altos.
No está claro si el largo paseo, hecho de grandes adoquines cuadrados, que lleva a la parte delantera de la casa, servía a algún propósito práctico. Parece ser una era. Sin embargo, Palladio aconsejaba que la trilla no se llevara a cabo cerca de la casa.
La apariencia exterior de la Villa Emo está marcada por un tratamiento simple de todo el cuerpo del edificio, cuya estructura está determinada por un ritmo geométrico. Las partes habitables están por encima del nivel del suelo, como todas las otras villas palladianas. En lugar de la habitual escalera que subía hasta la entrada principal, el edificio tiene una amplia rampa con una suave pendiente.
Un ancho tramo de escaleras conduce a la galería que toma la forma de un pórtico con columnas coronado por un gablete - un frente de templo que Palladio aplicó a edificios seculares. Como en el caso de la Villa Badoer, la galería no destaca respecto al núcleo del edificio como una sala de entrada, sino que está retranqueada respecto a él. El énfasis de simplicidad se extiende al orden de columnas de la galería para la que Palladio escogió el extremadamente simple orden toscano.

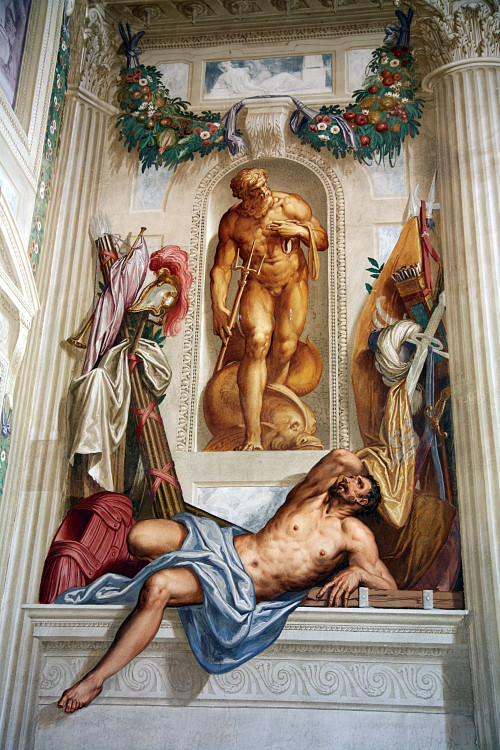
Frescos de Giovanni Battista Zelotti, muro oeste de la sala.

## Frescos
El exterior es simple, libre de toda decoración. Por contraste, el interior está ricamente decorado con frescos de Giovanni Battista Zelotti, quien también trabajó en Villa Foscari y otras villas palladianas.
La principal serie de frescos en la villa está agrupado en una zona con escenas que representan a Venus, la diosa del amor. Parece que Zelotti comenzó su trabajo en los frescos en 1565. En la Gran Sala, los acontecimientos en los frescos se concentran en los ideales humanísticos, escenas ejemplares como la Virtud retratada en una escena de la vida de Escipión el Africano. La abstinencia de Escipión aparece frecuentemente en ciclos de frescos de villas venecianas. Por ejemplo, la Villa la Porto Colleoni en Thiene y la Villa Cordellina en Montecchio Maggiore, construida cerca de 200 años más tarde, también usa esta imagen, cultivando ideales que, en los siglos XV y XVI, resultaban de la renovada discusión de la depravación de la vida urbana, en contraste con la tranquilidad, la abundancia y la libertad del pensamiento artístico asociado con la existencia rural. De ahí, otra habitación en la villa se llama Sala de las Artes, presentando frescos con alegorías de artes individuales, como la astronomía, la poesía o la música.

## Interés de los medios
En los años 1990 la Villa Emo fue mostrada en Guide to Historic Homes: In Search of Palladio,
La película de 2002 El juego de Ripley usó la villa como localización.